# Conozoa texana
Conozoa texana är en insektsart som beskrevs av Bruner, L. 1889. Conozoa texana ingår i släktet Conozoa och familjen gräshoppor. Inga underarter finns listade i Catalogue of Life.